# Curtiss No. 1
Dimensions
Le Curtiss No. 1, aussi connu sous les noms de Curtiss Gold Bug ou Curtiss Golden Flyer, était un avion expérimental des débuts de l'aviation, le premier avion conçu et produit par Glenn Curtiss, dans les années 1900.

## Conception et développement
Après sa réussite avec la conception d'avions pour l'Aerial Experimental Association, Glenn Curtiss créa sa propre compagnie, la Herring-Curtiss Company, en mars 1909, en association avec Augustus Herring (en). Plus tôt le même mois, l'Aeronautical Society de New York avait passé une commande à Curtiss pour un nouvel avion. Le Curtiss No. 1 fut le premier avion à avoir été à la fois conçu et fabriqué par Curtiss. Curtiss fit voler l'avion pour gagner le trophée « Scientific American, qu'il avait déjà remporté une première fois avec le June Bug qu'il avait conçu,,.
Encouragé par son succès, Curtiss inscrivit son avion au premier salon aérien international qui fut tenu à Reims, en France, en août 1909. Avant la compétition internationale, l'avion s'écrasa et fut lourdement endommagé. Curtiss décida de ne pas reconstruire l'avion et en construisit un nouveau pour cette compétition, le Curtiss No. 2, aussi nommé Curtiss Reims Racer.